# Novantae

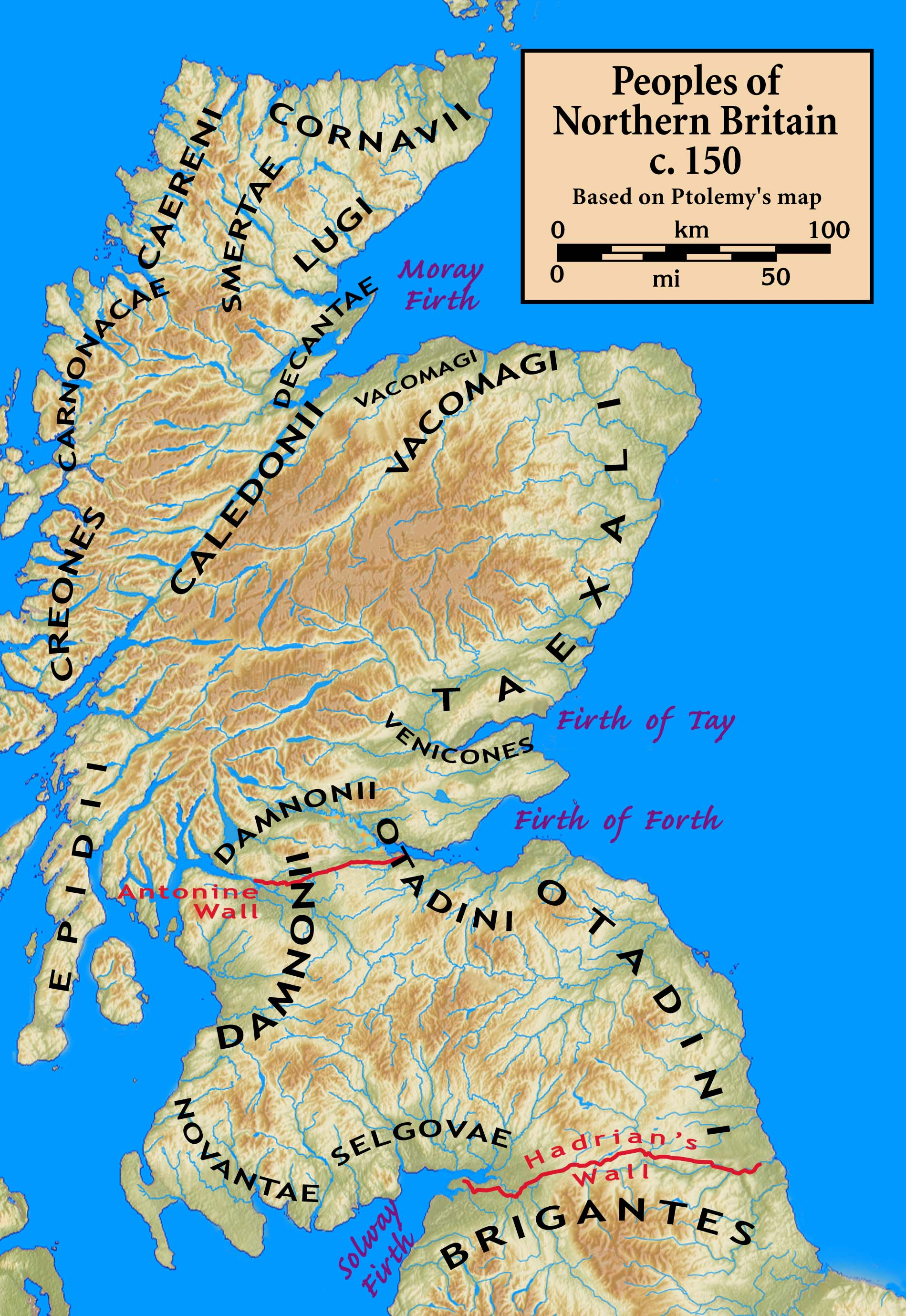
Keltische Stämme in Schottland 150 n. Chr.

Die Novantae waren ein keltischer Stamm auf der Insel Britannien, der in der Region des heutigen Galloway und Carrick im südwestlichen Schottland lebte. Außer in Ptolemäus’ Geographike Hyphegesis, die Mitte des 2. Jahrhunderts n. Chr. verfasst wurde, werden sie in keinem historischen Werk erwähnt.
Ausgrabungen im Rispain Camp nahe Whithorn im Süden Schottlands legen einen befestigten Bauernhof offen, der von 100 bis 200 n. Chr. bewohnt wurde. Dieser Fund zeigt, dass die Menschen in der Region zu der Zeit der Landwirtschaft kundig waren.
Ihre ethnische und kulturelle Zugehörigkeit ist umstritten, da britannisch, piktisch, gälisch oder Kombinationen davon angenommen werden. Die Region hat jedoch eine Geschichte, die alle drei Kulturen zu unterschiedlichen Zeiten gekannt hat und es gibt nicht genug Wissen, um eine davon auszuschließen.

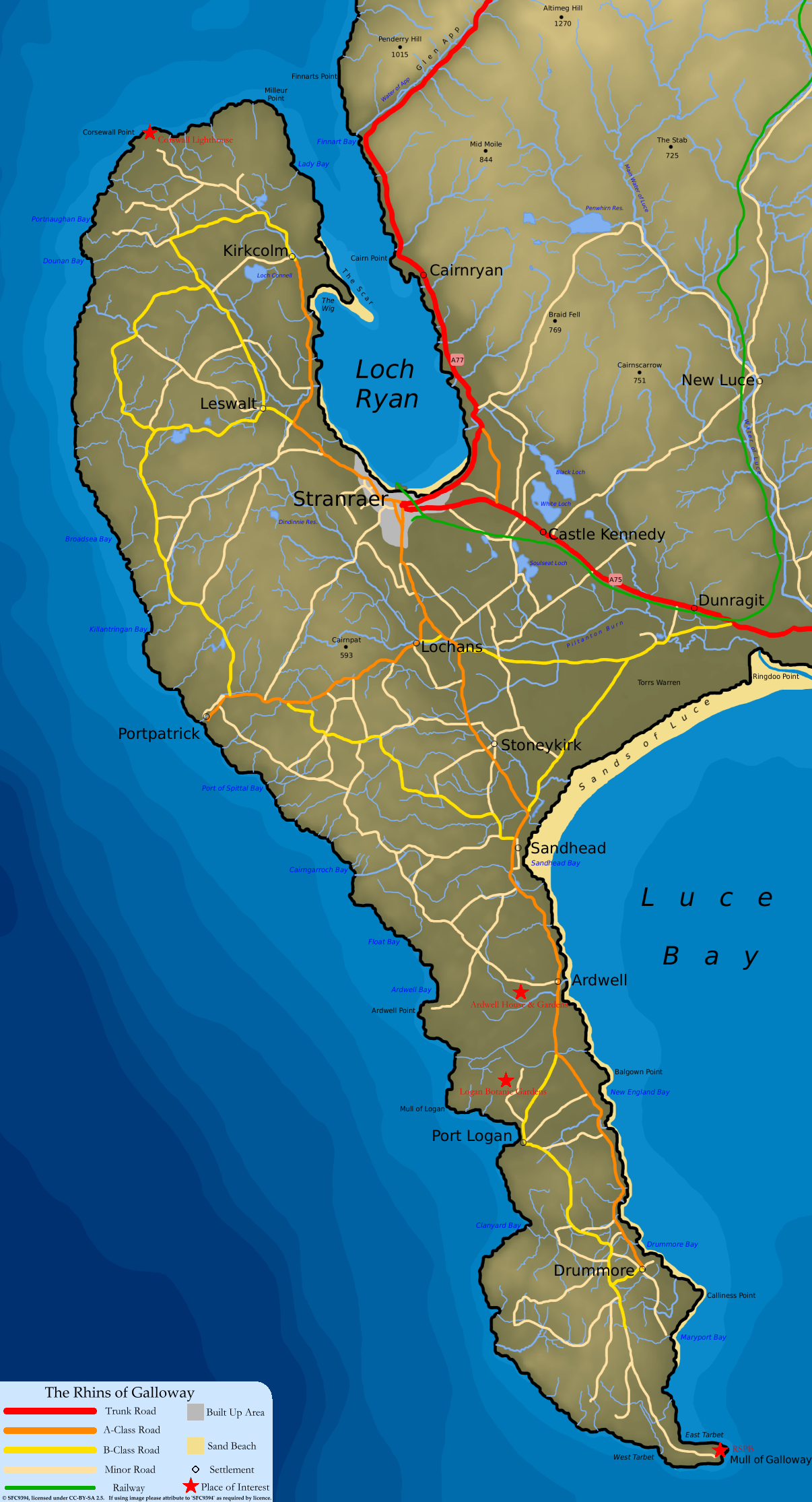
Karte der Rhins of Galloway

## Ptolemäus
Der einzige verlässliche historische Nachweis der Novantae ist ihre Erwähnung in Claudius Ptolemäus’ Geographike Hyphegesis, wo ihr Heimatland und ihre Städte genannt werden. Sie sind in keiner anderen Quelle zu finden.
Sie heben sich insofern von den anderen von Ptolemäus beschriebenen Stämmen ab, als dass ihr Siedlungsraum genau bekannt ist. Ptolemäus nannte nämlich zu den Namen noch wichtige landschaftliche Merkmale. So konnten die „Halbinsel der Novantae“ als Rhins of Galloway (eine hammerkopfförmige Halbinsel an der Südwestküste Schottlands) und das „Kap der Novantae“ als Mull of Galloway (die südliche Spitze der Halbinsel) identifiziert werden. Nach Ptolemäus hießen ihre Städte Locopibium und Rerigonium. Da es zu der Zeit in der Region jedoch keine Städte in dem Sinne gab, hat er sich vermutlich auf Duns oder Königshöfe bezogen.

## Römische Herrschaft

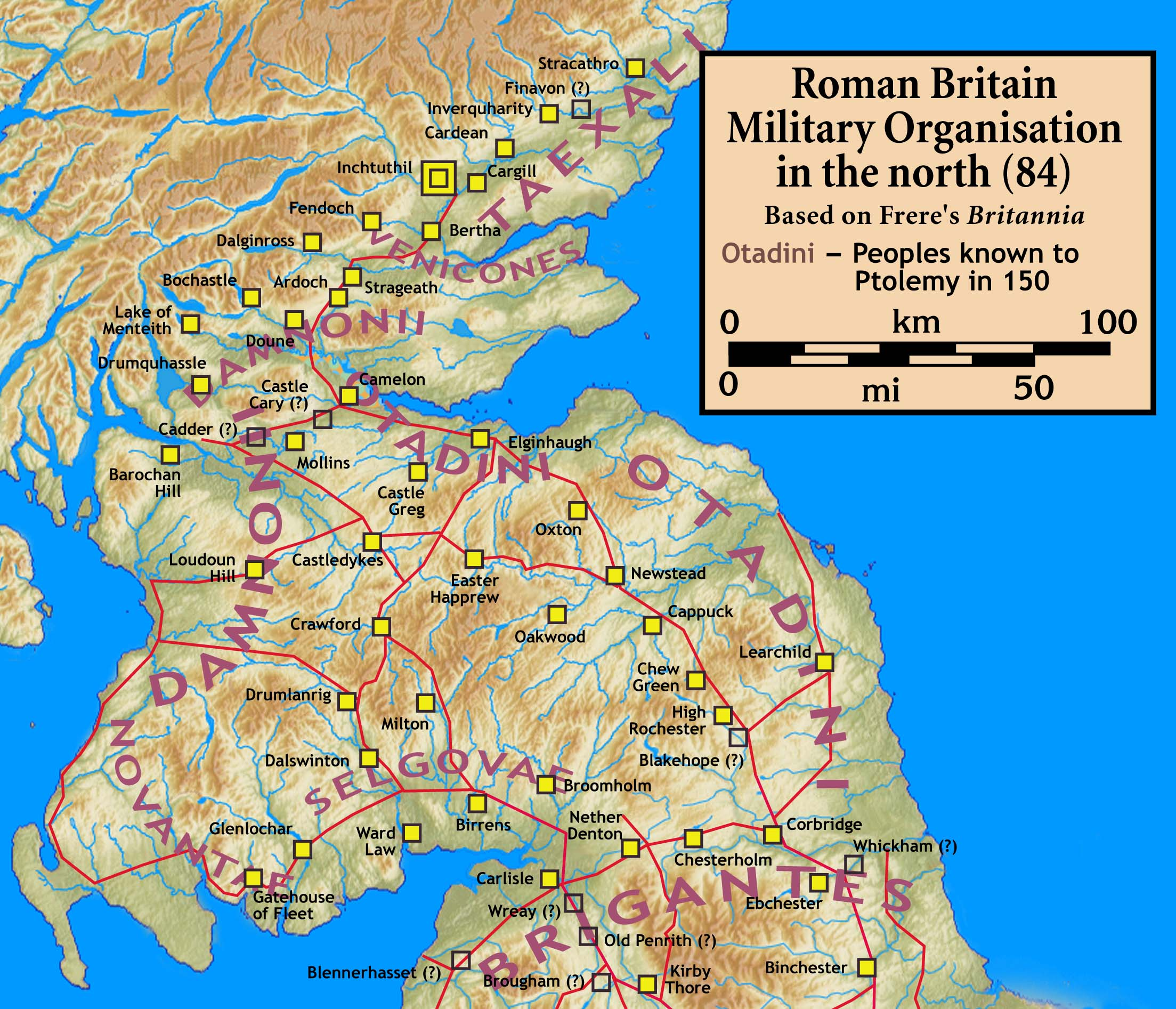
Römische Militärstützpunkte und keltische Stämme in Nordbritannien

Die frühesten verlässlichen Kenntnisse über die Region von Galloway und Carrick während der Zeit, in der die Novantae dort lebten, vermittelt die archäologische Erforschung des römischen Britanniens. Der einzige Militärstützpunkt der römischen Armee war ein kleines Fort bei Gatehouse of Fleet im südöstlichen Teil des Territoriums der Novantae. Die römischen Ausgrabungsfunde sind tragbar, als wären sie in die Region getragen worden. Das Fehlen von Belegen für eine römische Anwesenheit kontrastiert die vielen Hinterlassenschaften der eingeborenen Bevölkerung und Siedlungsschwerpunkten. Das Rispain Camp nahe Whithorn wurde früher für eine römische Siedlung gehalten. Heute ist bekannt, dass es sich um einen befestigten Bauernhof handelt, der vor und während der römischen Herrschaft von den Eingeborenen bewirtschaftet wurde.
Tacitus schreibt in seinem Bericht über die Feldzüge von Gnaeus Iulius Agricola (Statthalter von 78 bis 84) nichts Genaues über die Stämme, die zu der Zeit in Schottland gelebt haben. Er sagt, dass Agricola im Jahr 79 Kastelle in den Territorien der Briten baute, nachdem die Unzufriedenheit unter den Briten mit Gewalt und Diplomatie gelöst wurde. 80 n. Chr. marschierte er an den Firth of Tay und bekämpfte die dort ansässigen Stämme. Er kam erst 81 zurück, in der Zeit davor festigte er seinen Gewinn im eroberten Gebiet.
Im Kernland der Novantae wurden wie bei den Damnonii und Votadini keine Forts errichtet, was möglicherweise daran liegt, dass diese Stämme ein freundschaftliches Verhältnis zu den Römern pflegten, zum Beispiel ein Bündnis. Es gibt zumindest keine Hinweise darauf, dass die Römer jemals Krieg gegen einen der Stämme geführt hätten.

## Widerspruch zu Ptolemäus

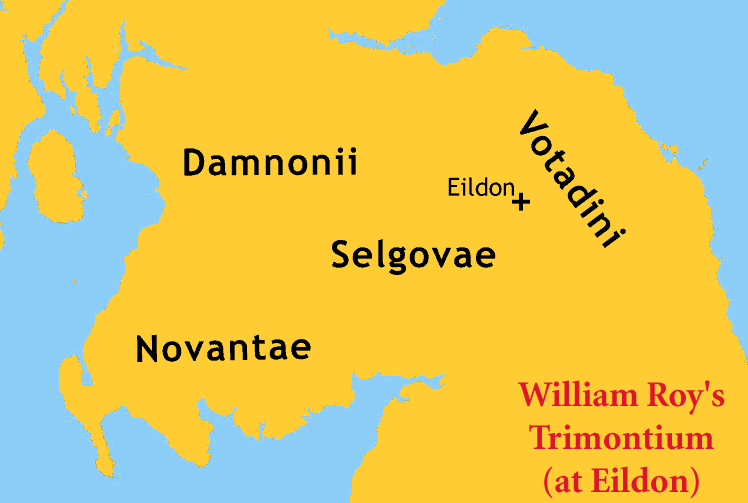
Trimontium nach Roys Theorie

Lange Zeit wurde Ptolemäus Verortung der Selgover-Stadt Trimontium an der Südküste Schottlands akzeptiert. Dies änderte sich, als der Forscher William Roy (1726–1790) sie in die Nähe von Newstead und damit viel weiter nach Osten verlegte. Roy versuchte, einer Reiseroute aus De Situ Britanniae (1757) zu folgen, einer fiktionalen Beschreibung der Stämme und Orte Britanniens. In seinem Werk Military Antiquities of the Romans in North Britain (1790) schreibt er, dass die Verlegung von Trimontium den Reiseweg logischer gemacht habe. Roy veränderte nicht den Siedlungsraum der Selgovae in Südschottland, sondern entschied sich dafür, Trimontium einem anderen Stamm aus De Situ Britanniae zuzuschlagen.
Als De Situ Britanniae 1845 als Fälschung entlarvt wurde, behielten einige Historiker seine Lokalisierung von Trimontium bei. Manche Historiker gaben die Stadt sogar an die Selgover zurück, indem sie deren Gebiet in die Nähe Trimontiums legten. Da die Novantae laut Ptolemäus Nachbarn der Selgovae waren, wurde ihr Herrschaftsraum massiv ausgeweitet, während man Galloway als Heimatland beibehielt. Es wird folglich eine „Fehlerkorrektur“ der einzigen verlässlichen historischen Quelle (Ptolemäus) beibehalten, die nur zum Zweck gemacht wurde, einen frei erfundenen Reiseweg in De Situ Britanniae logischer erscheinen zu lassen. Diese Quelle wird sogar noch weiter „verbessert“, indem man die Selgovae weit von ihrem einzigen bekannten Gebiet wegbewegt und zum Ausgleich das Territorium der Novantae großflächig ausweitet.
Während Roys geschichtswissenschaftliche Arbeit weitgehend unbeachtet bleibt, weil er sich unwissentlich auf eine gefälschte Quelle stützt, werden seine Karten und Zeichnungen weiterhin geschätzt.